# Silandro

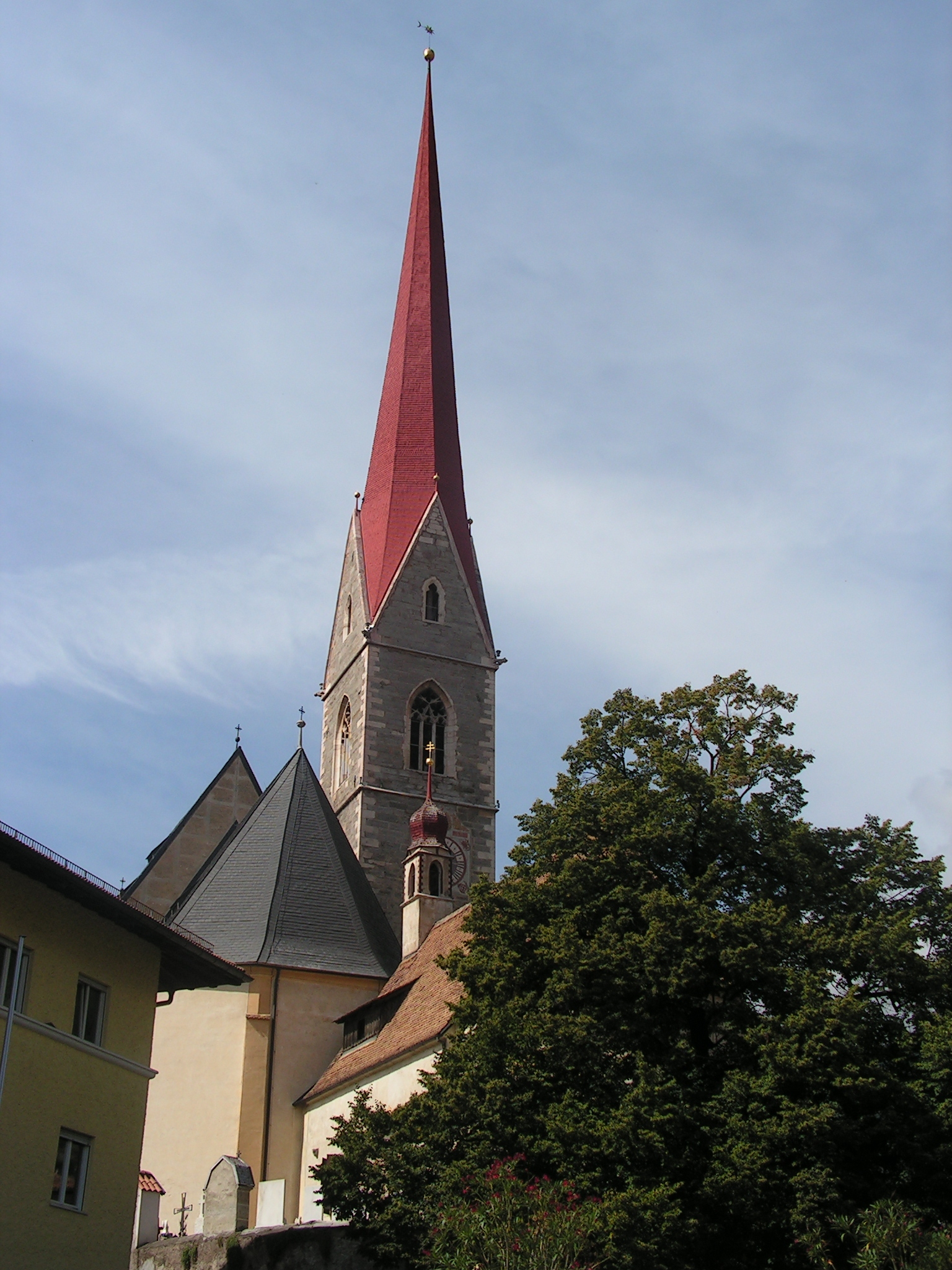
Nhà thờ ở Schlanders (Silandro)

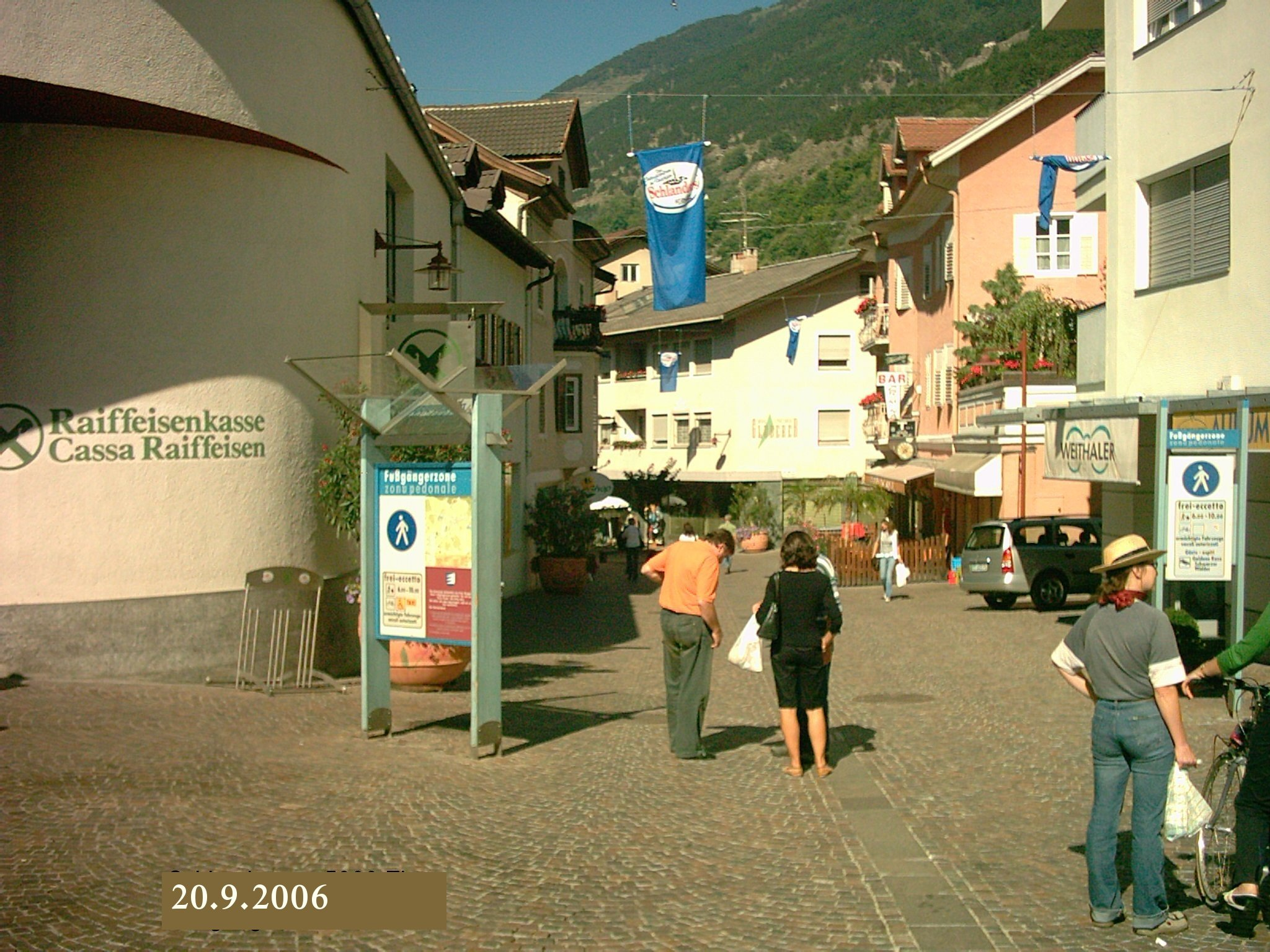
Trung tâm Schlanders

Schlanders (Silandro) tiếng Ý: Silandro; tiếng Đức: Schlanders; Archaic: Slaranusa, Slanderes) là một đô thị ở tỉnh ] Bolzano-Bozen trong vùng Trentino-Alto Adige/Südtirol của Ý, có vị trí cách khoảng 70 km về phía tây bắc của thành phố Trento và khoảng 50 km về phía tây thành phố Bolzano (de. Bozen). Tại thời điểm ngày 31 tháng 12 năm 2006, đô thị này có dân số 5.928 người và diện tích là 115 km².
Đô thị Schlanders (Silandro) có các frazioni (các đơn vị cấp dưới, chủ yếu là các làng) Göflan (Covelano), Kortsch (Corces), Nördersberg (Montetramontana), Sonnenberg (Montemezzodì), và Vetzan (Vezzano).
Schlanders (Silandro) giáp các đô thị: Latsch (Laces), Laas (Lasa), Mals (Malles Venosta), Martell (Martello), Schnals (Senales).